# Northgate (Tren Ligero de Seattle)
La Northgate es una estación elevada ubicada en el barrio de Northgate de la línea Northgate Link del Tren Ligero de Seattle. La estación, administrada por Sound Transit, se encuentra localizada en Seattle, Washington. La estación de Northgate se inauguró en octubre de 2021.

## Descripción
La estación Northgate cuenta con 1 plataforma central.

## Conexiones
La estación posee las siguientes conexiones: 
- King County Metro Transit.